# 喬爾尼伊夫
50°58′9″N 24°40′2″E / 50.96917°N 24.66722°E
喬爾尼伊夫（烏克蘭語：Чорніїв）是位於烏克蘭西部沃倫州裏沃洛德米爾區的村莊，面積1.62平方公里，海拔高度207米，2001年人口264，人口密度每平方公里162.86人。